# Mito Isakaová
Mito Isakaová (japonsky 井坂 美都, * 25. ledna 1976 Saitama) je bývalá japonská fotbalistka.

## Reprezentační kariéra
Za japonskou reprezentaci v letech 1997 až 2002 odehrála 46 reprezentačních utkání. Byla členkou japonské reprezentace i na Mistrovství světa ve fotbale žen 1999.

## Statistiky
| Japonsko | Japonsko | Japonsko |
| Roky     | Záp.     | Góly     |
| -------- | -------- | -------- |
| 1997     | 1        | 0        |
| 1998     | 6        | 3        |
| 1999     | 14       | 5        |
| 2000     | 5        | 0        |
| 2001     | 11       | 7        |
| 2002     | 9        | 0        |
| Celkem   | 46       | 15       |

## Úspěchy

### Reprezentační
- Mistrovství Asie:  2001